# Franz (cràter)
Franz és un petit cràter d'impacte de la Lluna identificat durant la missió Apollo a l'agost de 1971 i situat a la vora oriental del Sinus Amoris, una badia que forma una prolongació cap al nord de la Mare Tranquillitatis. Es troba al sud-oest del destacat cràter Macrobius. A nord es troba el cràter més petit Carmichael, i al nord-oest apareix el diminut Theophrastus.

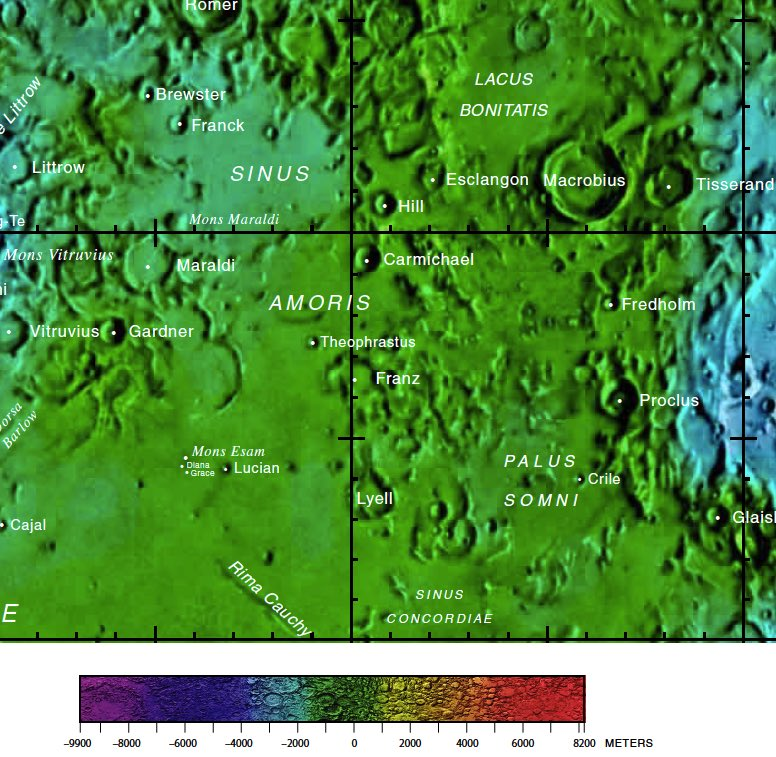
Localització de Franz (centre inferior de la imatge)
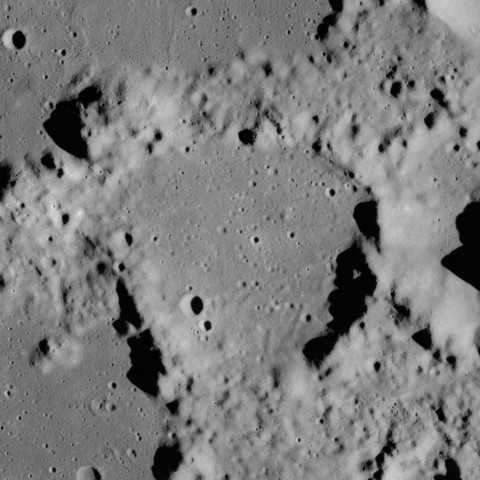
Franz amb el sol a baixa altura sobre l'horitzó. Imatge de l'Apollo 17

La vora d'aquest cràter s'ha erosionat a causa d'impactes posteriors, encara que conserva una forma generalment circular. L'interior s'ha inundat de lava, deixant només una paret interior estreta i les restes d'una vora baix. Aquesta planta té el mateix albedo que el terreny circumdant, i no és tan fosc com la superfície de la mar lunar al nord i a l'oest. Unit a l'exterior de la vora oriental apareix Proclus E, una formació de doble cràter. Proclus es troba a l'est a través del Palus Somni, el Pantà del Somni.